# Cappella Istropolitana
Cappella Istropolitana ist das Kammerorchester der slowakischen Hauptstadt Bratislava. Das Wort Istropolitana ist von Istropolis („Donaustadt“) abgeleitet, der gräzisierenden Bezeichnung für Bratislava beziehungsweise Pressburg.

## Geschichte
Das Orchester wurde 1983 gegründet und 1991 zum offiziellen Kammerorchester der Stadt erhoben. Der Schwerpunkt des Ensembles lag anfänglich auf Werken des Barocks und des 20. Jahrhunderts. Die Erweiterung des Klangkörpers um zusätzliche Mitglieder erlaubt es zwischenzeitlich Konzertmeister Robert Mareček, nahezu sämtliche Werke der Wiener Klassik zur Aufführung zu bringen. Seit ihrer Gründung gastiert die hauptstädtische Kapelle in allen Ländern Europas, den Vereinigten Staaten, Kanada und Teilen Asiens und auf einer Vielzahl von Musikfestivals.

## Solisten und Dirigenten (Auswahl)
- Christian Brembeck, Dirigent
- Alfred Brendel, Klavier
- Theodor Guschlbauer, Dirigent
- Enoch zu Guttenberg, Dirigent
- Barbara Hendricks, Sopran
- Jenő Jandó, Klavier
- Cyprien Katsaris, Klavier
- Jaroslav Kreček, Dirigent

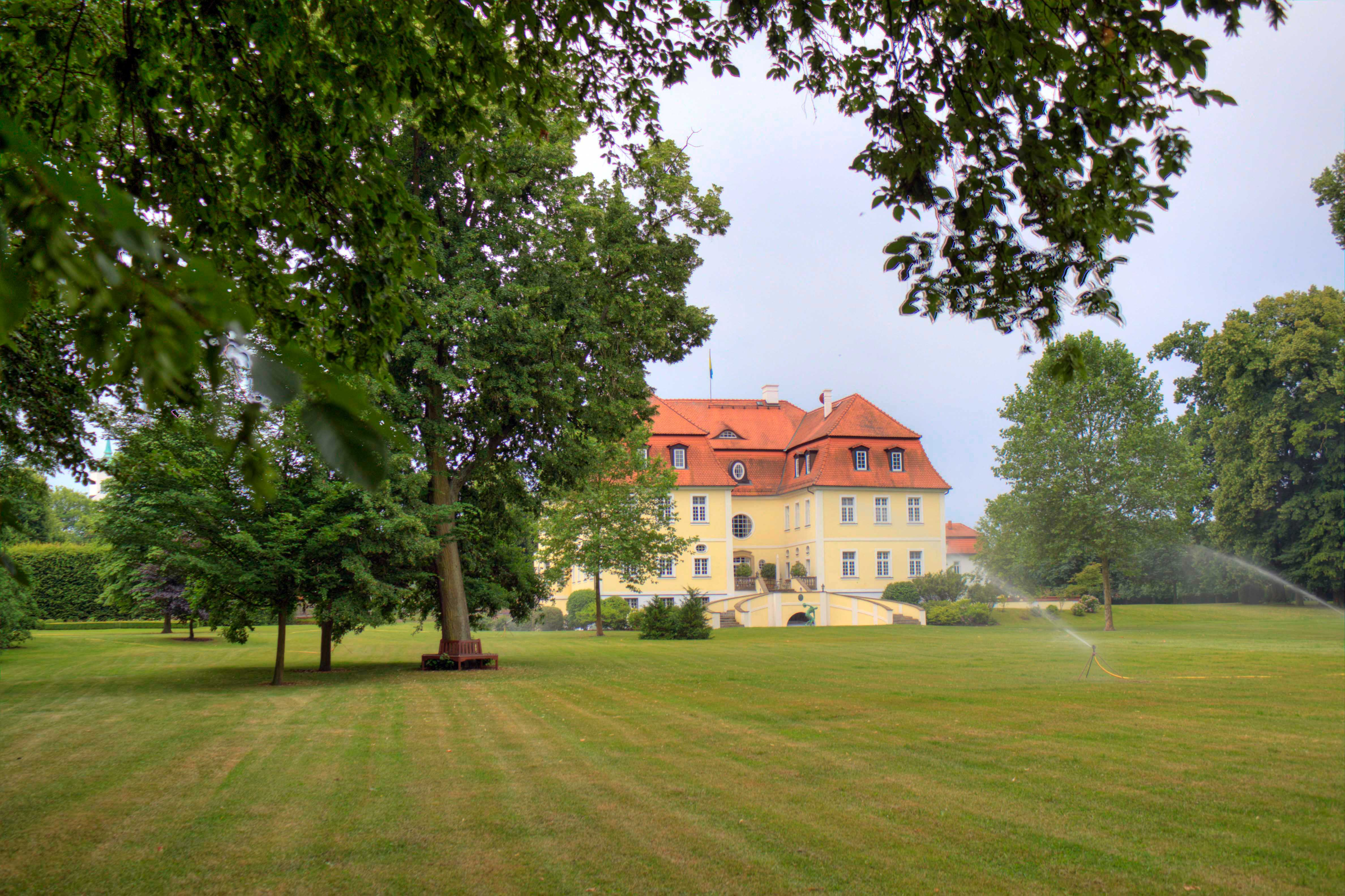
Schloss Stechau – ein Ort der Brandenburgischen Sommerfestspiele 2014

- Boris Mironowitsch Pergamenschtschikow, Cello
- Takako Nishizaki, Violine
- Igor Oistrach, Violine
- Volker Schmidt-Gertenbach, Dirigent
- Bernhard Sieberer, Dirigent
- Martin Sieghart, Dirigent
- Stefan Vladar, Klavier
- Johannes Wildner, Dirigent
- Barry Wordsworth, Dirigent
- Frank Peter Zimmermann, Violine